# 杨希雨
杨希雨（1967年1月9日—）中國國際關係學者，央視特約評論員、外交部朝鲜半岛办公室主任，国务院政府特殊津贴獲得者。現任國際關係學院研究員。
1982年毕业于辽宁师范大学英语系，1988年获国际关系学院硕士，2005-2007年赴美国斯坦福大学政治学系任客座學者。2017年12月曾預言半岛局势可能戏剧性地走向缓和，後金川會接著兩國間接同意中國三年前提出的「雙暫停方案」，預言成真。

## 理論
杨希雨認為世界2008年後出現明顯的民粹化和反全球化潮流，主因在於國際治理機制跟不上全球化的步伐，例如富豪與大企業可以利用全球跨國手法逃避大量稅金，造成各國政府可用資金都減少，但國際卻沒有夠強的跨國聯盟防堵，甚至有小國以幫人逃稅當收入來源產業。同時電腦和機械開始取代更多就業機會，發達國家還額外面臨勞動產業外移大難題，造成當地中等與低層教育者已經數十年賺不到錢，卻要與富豪面對同樣幅度的物價和房價漲幅，自然走向憤怒和民粹化，意圖在非傳統政治人物身上尋求改變。
但好處是訊息傳播的全球化，尤其網路與智能手機的擴展，人歷史上第一次有機會透過非戰爭手段，而是全球大討論的方式改變國際治理，若有一群國家領導人能挺身而出利用全球化的好處來解決全球化的壞處，那人類還有邁向光明未來的可能。